# Matjaž Koželj
Matjaž Koželj (* 12. März 1970 in Maribor) ist ein ehemaliger slowenischer Schwimmer, der  eine Bronzemedaille bei Europameisterschaften gewann.

## Sportliche Karriere
Kozelj war 1988 für die Olympischen Spiele in Seoul gemeldet, trat aber nicht an. 1989 bei den Europameisterschaften in Bonn siegte der Ungar Tamás Darnyi über 200 Meter Schmetterling mit 1,75 Sekunden Vorsprung vor dem Polen Rafał Szukała. 0,11 Sekunden hinter Szukała und 0,14 Sekunden vor dem zweiten Polen Wojciech Wyżga erkämpfte Matjaž Koželj die Bronzemedaille.
Anfang 1991 bei den Weltmeisterschaften in Perth schwamm Koželj die 20. Vorlaufzeit über 200 Meter Schmetterling. Im August 1991 bei den Europameisterschaften in Athen belegte Koželj den sechsten Platz über 200 Meter Schmetterling. Dies war die letzte internationale Meisterschaftsteilnahme Koželjs für Jugoslawien.
Nach der Unabhängigkeit Sloweniens wurde Matjaž Koželj 1992 in die slowenische Olympiamannschaft berufen. Bei den Olympischen Spielen in Barcelona trat er auf beiden Schmetterlingsstrecken an. Über 100 Meter Schmetterling schwamm er die 42. Vorlaufzeit unter 69 Teilnehmern. Drei Tage später verfehlte Koželj als 19. von 46 Vorlaufteilnehmern das B-Finale um 0,2 Sekunden.
Matjaž Koželj schwamm für PK Branik aus Maribor.